# San Carlos megye (Mendoza)
San Carlos egy megye Argentína nyugati részén, Mendoza tartományban. Székhelye Villa San Carlos.

## Népesség
A megye népessége a közelmúltban a következőképpen változott:
| Év   | Lakosság |
| ---- | -------- |
| 2001 | 28 197   |
| 2010 | 32 631   |